# Whiskey Sour
Il Whiskey Sour è un cocktail sour pre-pasto a base di bourbon whiskey con succo di limone, zucchero e albume d'uovo. È un cocktail ufficiale dell'IBA.

## Composizione
- 4,5 cl (1,5 oz) di Bourbon Whiskey
- 3 cl (1 oz) di succo di limone
- 1,5 cl (0,5 oz) di sciroppo zucchero
- Mezza fettina d'arancia
- Albume d'uovo (opzionale)
- 6 cubetti di ghiaccio
- 1 cannuccia

## Preparazione
Spremere 3cl (1 oz) di succo di limone poi aggiungere 1.5 cl (0,5 oz) di sciroppo di zucchero. Aggiungere 4,5 cl (1,5 oz) di Bourbon Whiskey. Poi procedere con l'aggiunta di un albume d'uovo (opzionale). Mettere la soluzione in uno shaker ed agitare in modo deciso. Riempire lo shaker con del ghiaccio e poi agitare di nuovo il tutto. Versare la soluzione dello shaker in un bicchiere di tipo old fashioned o cobbler precedentemente riempito fino all'orlo con cubetti di ghiaccio. Guarnire con mezza fettina d'arancia sul bicchiere e una ciliegia al maraschino.